# Eugen Felix

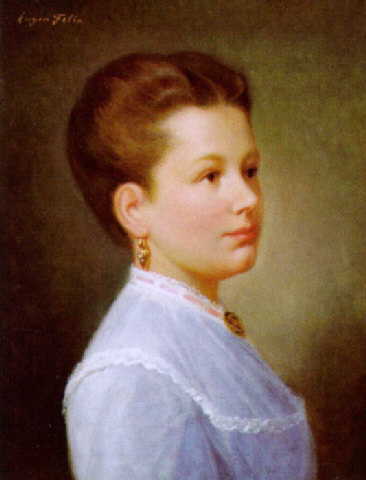
Ung dam (1868) av Eugen Felix.

Eugen Felix, född 27 april 1836 i Wien, död där 21 augusti 1906, var en österrikisk målare.
Felix började sina studier hos Ferdinand Georg Waldmüller och utbildade sig vidare i Paris hos Léon Cogniet. Han målade genrestycken samt historiska och mytologiska scener (Pan bland backantinnor), men har skapat sitt anseende förnämligast genom sina porträtt. Han är representerad i hovmuseet i Wien.